# Мон-де-Марсан (округ)
Мон-де-Марсан (фр. Mont-de-Marsan) — округ (фр. Arrondissement) во Франции, один из округов в регионе Аквитания (историческая область Франции). Департамент округа — Ланды. Супрефектура — Мон-де-Марсан.
Население округа на 2006 год составляло 165 928 человек. Плотность населения составляет 27 чел./км². Площадь округа составляет всего 6048 км².